# Biggekerke
Biggekerke è una località e un'ex-municipalità dei Paesi Bassi situata nella provincia della Zelanda. Soppressa il 1º luglio 1966, il suo territorio è andato a formare, insieme a parte del territorio di Koudekerke, Oost- en West-Souburg e Zoutelande, la municipalità di Valkenisse. Il centro abitato è diventato il capoluogo della nuova municipalità. Il 1º gennaio 1997 la municipalità di Valkenisse è stata accorpata alla municipalità di Veere.